# Dave Vanian
Dave Vanian, nome artístico de David Lett (Newcastle, 12 de outubro de 1956) é um cantor e compositor inglês, vocalista da banda de punk rock The Damned.
A banda foi formada em 1976, em Londres, sendo Vanian o único membro presente em todas as formações do grupo, que foi o primeiro grupo punk inglês a lançar um single, álbum e turnê pelos Estados Unidos. Com uma formação fluida desde sua fundação, Vanian foi o único membro da banda sempre presente. Sua voz de barítono, letras sombrias e roupas temáticas de vampiro foram uma grande influência na subcultura gótica.

## Carreira
Trocou seu nome para "Dave Vanian" quando virou músico, tendo trabalhado anteriormente como coveiro.
Se tornou notável por trazer a imagem gótica a música devido as suas roupas e trajes de estilo vitoriano e vampiro. Vanian também foi apresentador do programa de TV "Dave Vanian's Dark Screen" no canal Rockworld TV, para o qual os espectadores enviavam seus filmes caseiros de terror na esperança de ganhar prêmios.
Em 2004, ele e Captain Sensible acenderam as luzes de natal em Cambridge, causando controvérsias.
Em 2009, ele compôs a trilha sonora para o filme "The Perfect Sleep".
Em 2003 se apresentou em shows como convidado especial do DKT MC5 cantando as músicas "High School", "Tonight" e "Looking at you".

## Vida Pessoal
Se casou em 1977 com Laurie Vanian depois de ter se juntado ao Damned, mas se divorciaram no meio dos anos 1990. Ele se casou com a baixista Patricia Morrison. O casal mora atualmente no nordeste de Londres. Em 2004 Patricia teve uma filha chamada Emily Vanian.